# مدال سپاهی
مدال سپاهی (Medal of Corpsman) یکی از نشان‌های افتخار در ایران است.

## شرایط احراز
این مدال یک نوع و طبق آیین‌نامه به درجه داران یا کارمندان یا افرادی که دارای شغل فرماندهی و آموزش بوده و یگان آنها در مسابقه تیراندازی ارتش شاهنشاهی، حائز رتبه‌های ۱، ۲ یا ۳ شده و پرچم یگان آنها به اخذ نشان عالی تیر نائل شده یا جنگ افزارداران و متصدیان پارک جنگ‌افزارها و ساز و برگ و وسائل فنی در صورتی که دو سال پشت سر هم خدماتشان کاملاً رضایت بخش بوده و مورد ایراد کمیسیون‌های بازرسی قرار نگرفته یا متصدیان خدمت فنی از قبیل درودگری، آهنگری، سیم‌کشی و مشاغل مانند آن که در بازرسی‌های انجام شده قسمت آنها از نظر مربوطه کاملاً رضایتبخش بود، اعطاء می‌گردید.

## طراحی و ساخت
روی این مدال دایره ای شکل از جنس برنز: نقش برجسته نیم تنه راست سرباز هخامنشی در حالی که نیزه ای در دست و تیردانی بر دوش دارد؛ دیده می‌شود.
پشت مدال: کلمه «سپاهی» و تاریخ «۲۳/۸/۲۳» به صورت برجسته آمده‌است.